# IC 4245
IC 4245 هو اصطدام مجري، يقع في كوكبة الشجاع.

## روابط خارجية
- IC 4245 على موقع ويكي سكاي: DSS2, SDSS, GALEX, IRAS, Hydrogen α, X-Ray, Astrophoto, Sky Map, Articles and images